# Pałac Tarłów w Podzamczu Piekoszowskim
Pałac Tarłów w Podzamczu Piekoszowskim – ruiny rezydencji w stylu barokowym wzniesionej w latach 1649–1655. Znajduje się w Podzamczu Piekoszowskim, niedaleko Kielc. Została wybudowana na wzór Pałacu Biskupów Krakowskich w Kielcach.

## Historia
Na początku XVII wieku posiadłości w okolicach Piekoszowa stały się własnością Tarłów herbu Topór – jednego z najbogatszych w Polsce rodów magnackich. Najprawdopodobniej to Jan Aleksander Tarło, wojewoda lubelski, postanowił wybudować pałac godny jego drugiej żony, księżniczki Anny Czartoryskiej. Projektantem i budowniczym rezydencji został Tomasz Poncino, włoski architekt barokowy, który wybudował także m.in. Pałac Biskupów Krakowskich w Kielcach. Prace rozpoczęły się w 1649 roku, a ukończono je prawdopodobnie sześć lat później tuż przed najazdem Szwedów na Polskę.
Koszty wzniesienia budynku były tak duże, że Tarło musiał sprzedać 30 wsi ze swoich posiadłości. Wojewoda kazał także wybudować w pobliżu rezydencji niewielki pałacyk, który miał być prezentem imieninowym dla żony. Czartoryska zażyczyła sobie, aby zawieźć ją tam saniami. Pomimo że był to środek lata, Tarło nakazał całą drogę wysypać solą i zaprząc konie do sań. Pałac pozostawał w rękach rodziny Tarłów do 1842 roku, kiedy to dobra piekoszowskie nabył Kazimierz Sosnowski. Już wówczas budynek był zaniedbany, a przez dach przeciekała woda. Około 1860 roku spłonął dach i I piętro, w związku z czym zamieszkiwano jedynie parter. W 1874 roku właścicielem obiektu został Józef Paszkowski, jednak w 1880 roku wyprowadzili się  z niego mieszkańcy i budynek powoli zaczęła rozbierać okoliczna ludność. Po 1917 roku rezydencję próbował odbudować kolejny właściciel Romuald Kozłowski, jednak zmarł po zadaszeniu obiektu prowizorycznym dachem i remont przerwano. Po jego śmierci pałac odziedziczyła w 1921 roku rodzina Dobrzańskich, która mieszkała w nim do 1952 roku.
W latach 1956–1964 zabezpieczono ruiny i wyremontowano kilka pomieszczeń w celu eksponowania sztuki ludowej, a w latach 70. XX wieku powstał niezrealizowany projekt odbudowy na ośrodek rekreacyjno-szkoleniowy. W 2022 roku kilkunastu spadkobierców właścicieli zostało wywłaszczonych za odszkodowaniem i pałac przeszedł na własność Skarbu Państwa.

## Architektura
Pałac Tarłów jest budowlą kamienno-ceglaną. Ulokowano ją na niewielkim wzniesieniu, które otaczają stawy i mokradła. Wejście znajdowało się na osi budynku. W narożach gmachu znajdują się cztery sześcioboczne baszty. Baszty północne przeznaczone były do celów administracyjnych, a w południowych znajdowały się klatki schodowe prowadzące na pierwsze piętro. Detal wykonano z piaskowca i „marmurów” chęcińskich. W pobliżu budynku istniał staw z altaną i ogród.
Do czasów obecnych z pałacu Tarłów pozostała pozbawiona dachu ruina. W murach zachowały się niektóre okienne obramowania. Obiekt jest ogólnie dostępny, a jego wnętrze zaniedbane.

## Skarb
Istnieje legenda, że w Podzamczu ukryto złoto konfederatów, którzy sprzeciwiali się rządom Augusta III Sasa. Adam i Jan Tarłowie planowali obalić władcę i przygotowywali pierwszy projekt ustawy, na którym później została oparta Konstytucja 3 maja, gromadzili także złoto od swoich sprzymierzeńców na organizację wojska i działania dyplomatyczne. Król dowiedział się o tych planach, co spowodowało, że Adam Tarło został zmuszony przenieść złoto w inne miejsce. Miał przekazać je w trakcie obrad sejmu swojemu wujowi Janowi, mieszkającemu w Warszawie, dwa dni przed spotkaniem wszedł jednak w konflikt z Kazimierzem Poniatowskim, a w trakcie pojedynku z nim został śmiertelnie pchnięty szpadą przez jego sekundanta. Złota nigdy nie odnaleziono.

## Galeria

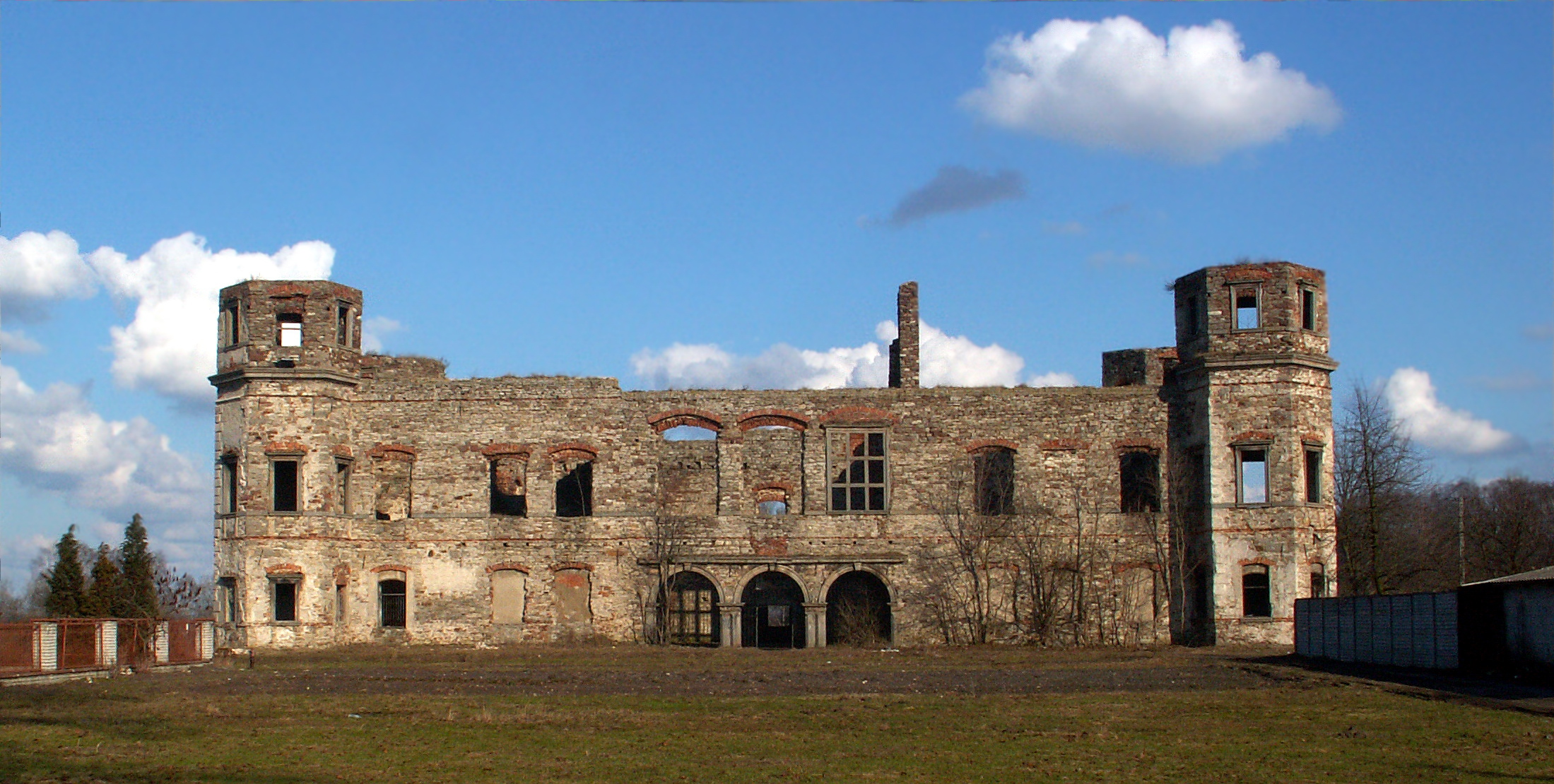
Pałac Tarłów w 2006 roku
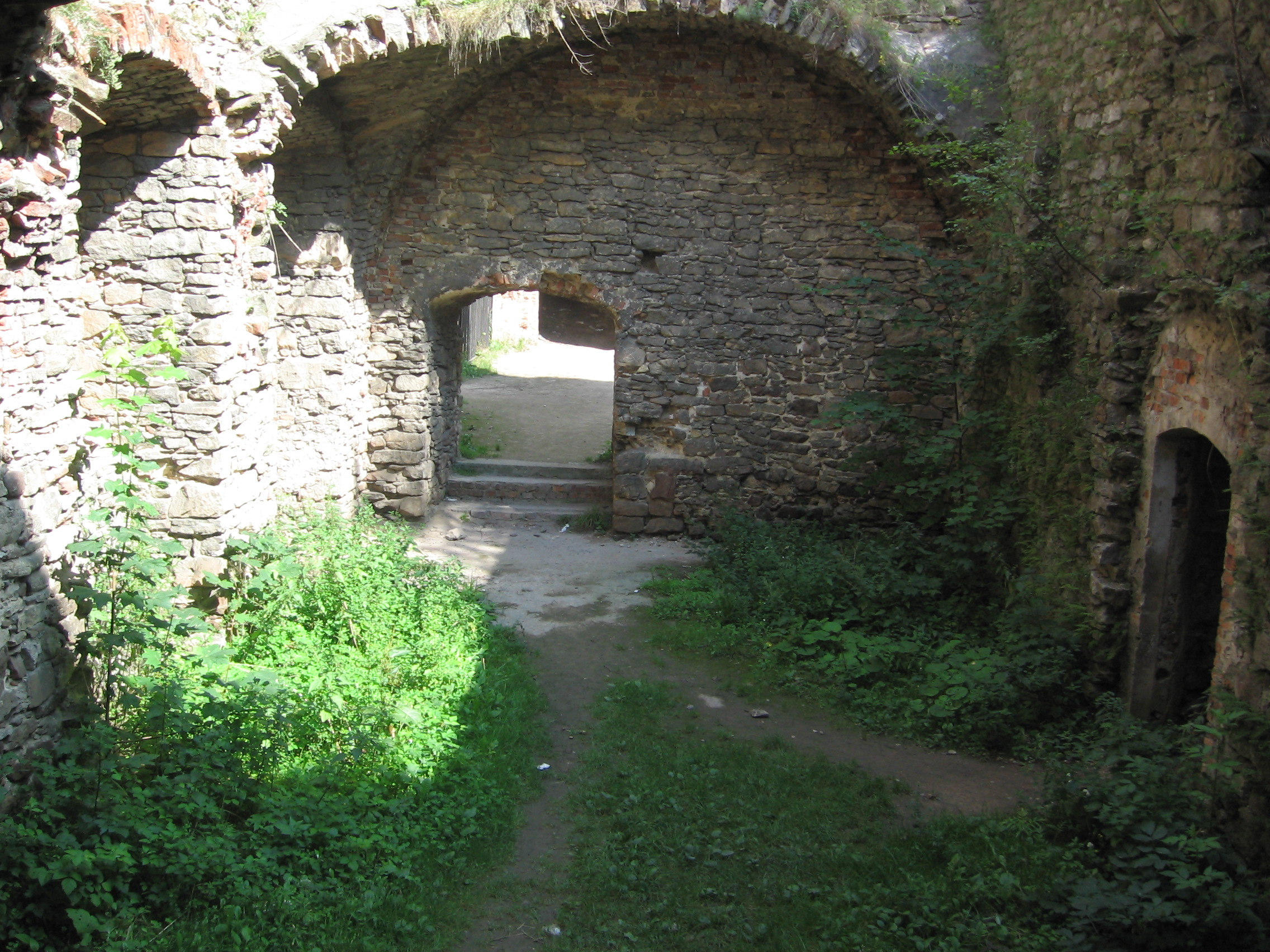
Wnętrze pałacu
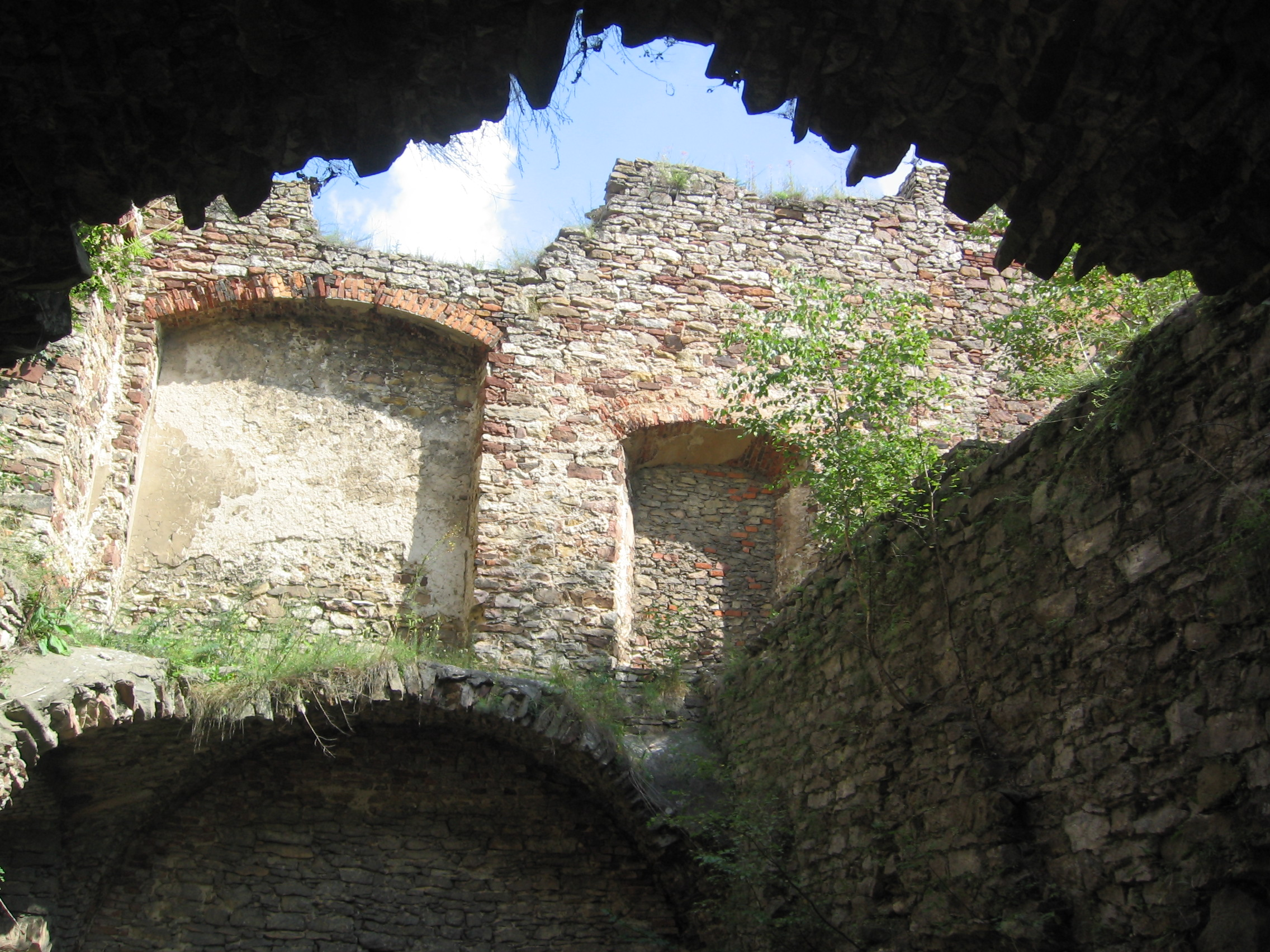
Zawalone sklepienie
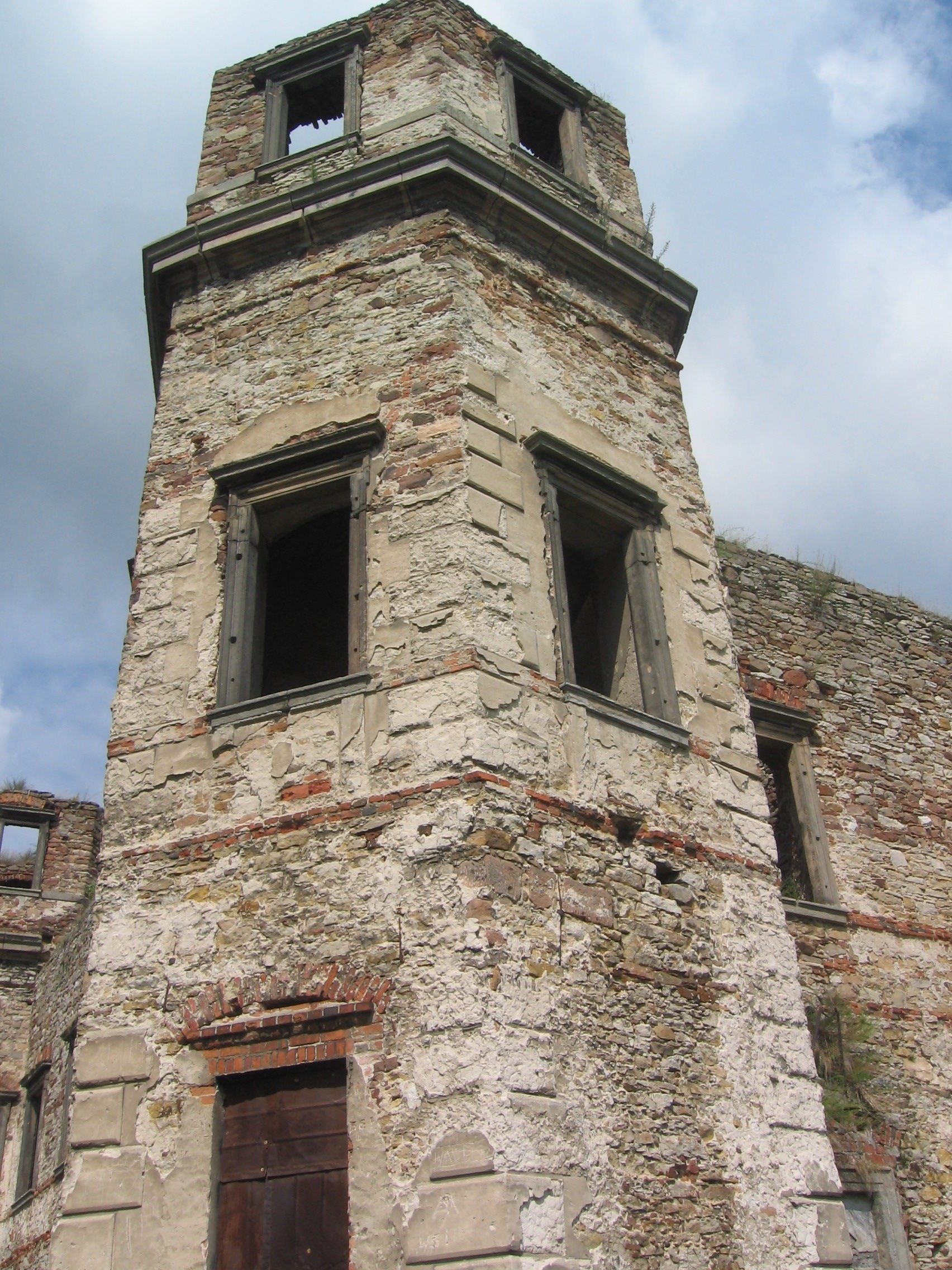
Jedna z czterech narożnych wież